# Dangar - Ufo Robo
Dangar - Ufo Robo es un videojuego arcade de tipo Matamarcianos lanzado por Nichibutsu en 1986. El objetivo del juego es manejar un robot transformable a través de distintos escenarios, mientras se ataca a los enemigos aéreos y terrestres que aparecen para destruir al jugador. Mediante unos aumentadores de poder que aparecen frecuentemente en el juego, el robot puede utilizar armas más potentes. Si en cambio él es tocado por algún enemigo, se convertirá en una pequeña nave. Otro ataque más por parte del enemigo significará la pérdida de una vida.

## Serie
- Moon Cresta (1980).
- Terra Cresta (1985).
- Dangar - Ufo Robo (1986).
- Terra Force (1987).
- Terra Cresta II (1992, NEC PC Engine).
- Terra Cresta 3D (1997, Sega Saturn).

- Datos: Q5215965

Dangar en- Ufo Robo